# Parossaz
Parrossaz
Les Parossaz ou Parrossaz sont un sommet de la chaîne des Aravis, à 2 556 m d'altitude, entre les départements de la Savoie et de la Haute-Savoie.

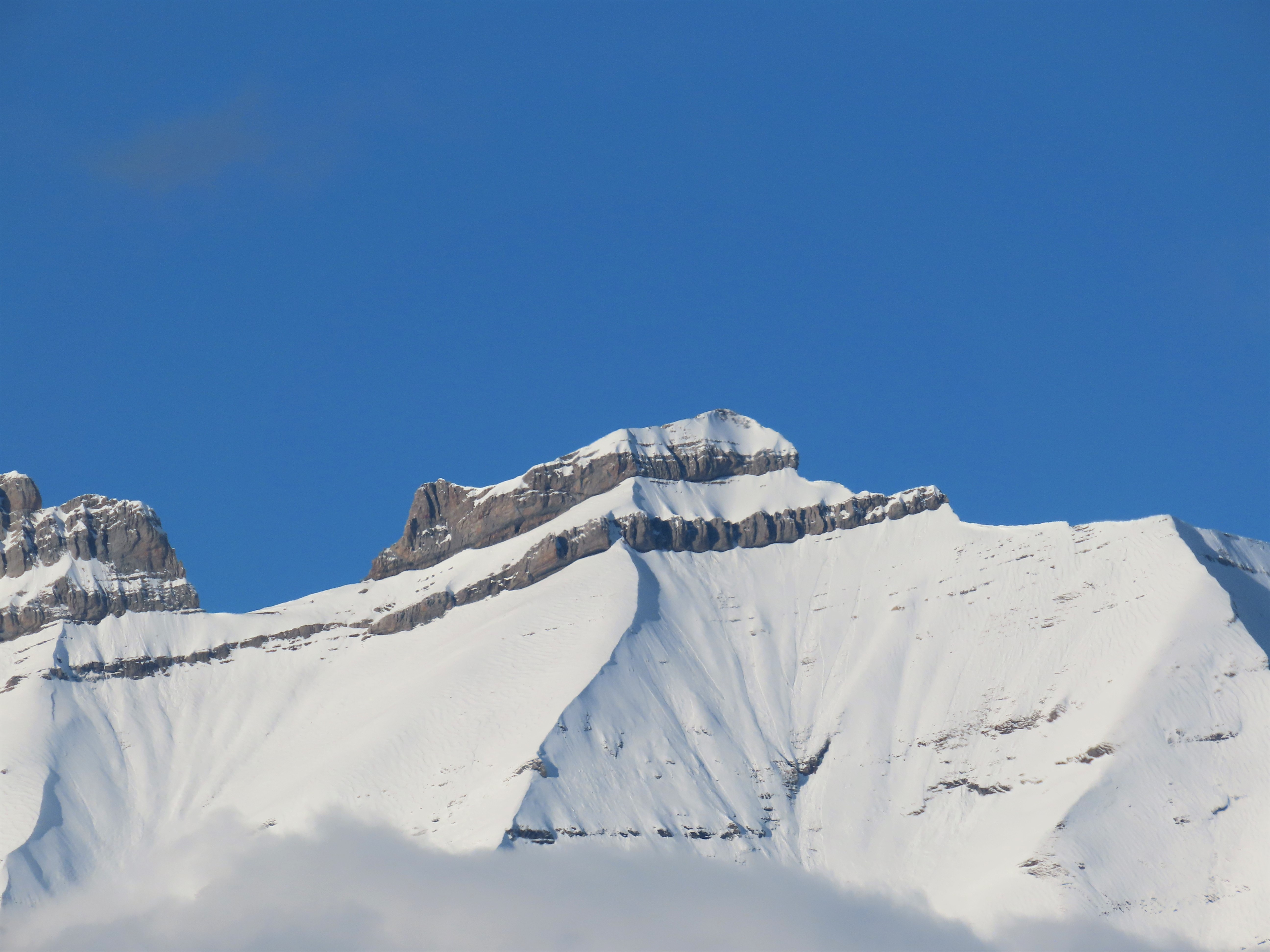
Vue hivernale des Parossaz depuis Crest-Voland au sud.